# Miniaturas de metal

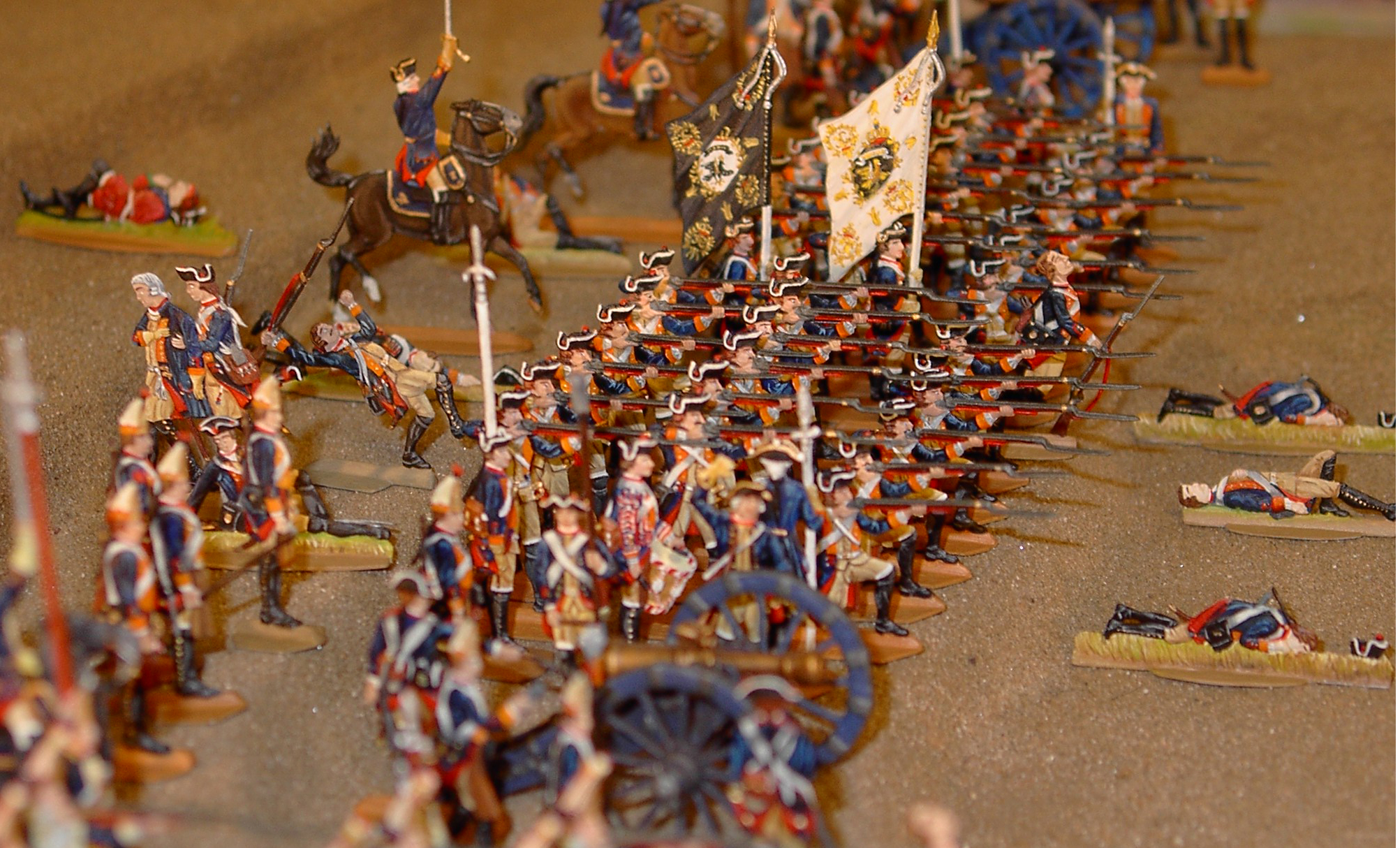
Soldados de plomo

Se conoce como miniaturas de metal a los figurines representativos de seres y objetos que han sido sometidos a procesos con el fin de obtener a un personaje o cosa a escala considerablemente menor a la real; el resultado puede ser ilustrativo de algo o alguien real o ficticio. Existe una infinidad de miniaturas de metal.

## Soldados de plomo

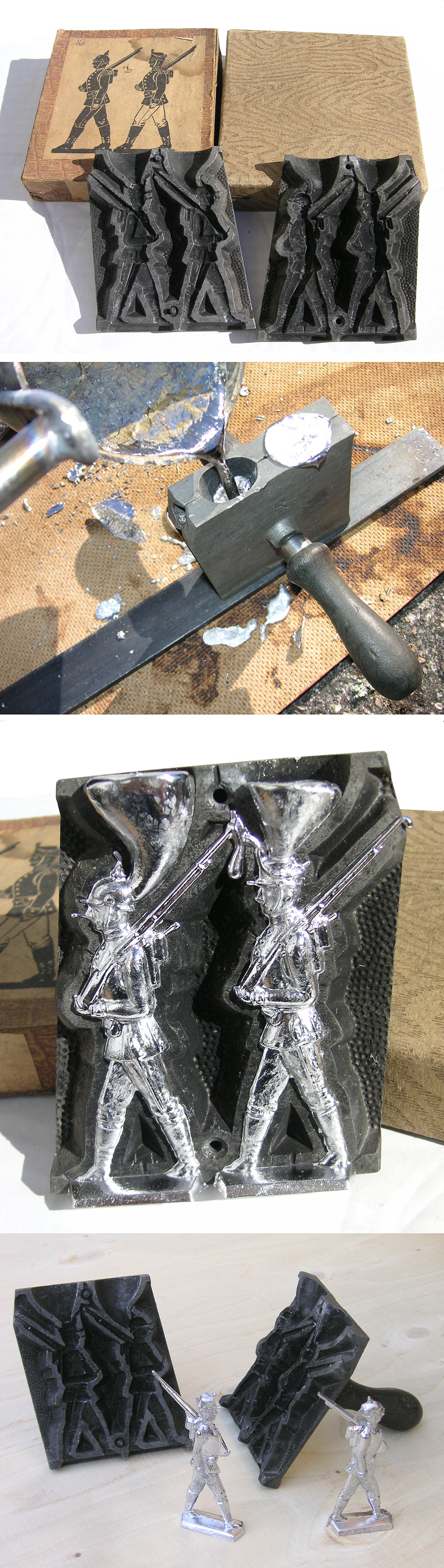
Molde para soldaditos de plomo

De las miniaturas de metal más conocidas son los llamados soldados de plomo. Las primeras figuras parece ser que se hicieron con estaño, incluso se dice que se pudieron hacer con metales preciosos, como el oro o la plata. 
No se sabe con certeza el origen de estas singulares figuras, bien pudieran ser que los militares de la antigüedad los utilizaran para hacer simulacros de futuras batallas en una mesa como hipotético campo de batalla y jugasen a batallas de sobremesa, que posteriormente se trasladarían al campo de batalla. Por lo tanto, también es posible que estos personajes, pasasen con posterioridad a los hijos de estos mariscales, generales, para que se entretuvieran jugando a guerras con estos bélicos juguetes.
El origen de los soldados como juguete en serie tiene lugar en la ciudad alemana de Núremberg a mediados del siglo XVIII. Estos primeros soldados medían 25 mm y pesaban 0,250 g, tan solo tenían dos dimensiones. Fue en Francia donde aparecieron los primeros soldados tridimensionales confeccionados en plomo, material más barato que el estaño que alearon con antimonio para hacerlo más resistente. Finalmente, los ingleses desarrollaron los soldaditos huecos que permitió hacerlos accesibles a un público más amplio. 

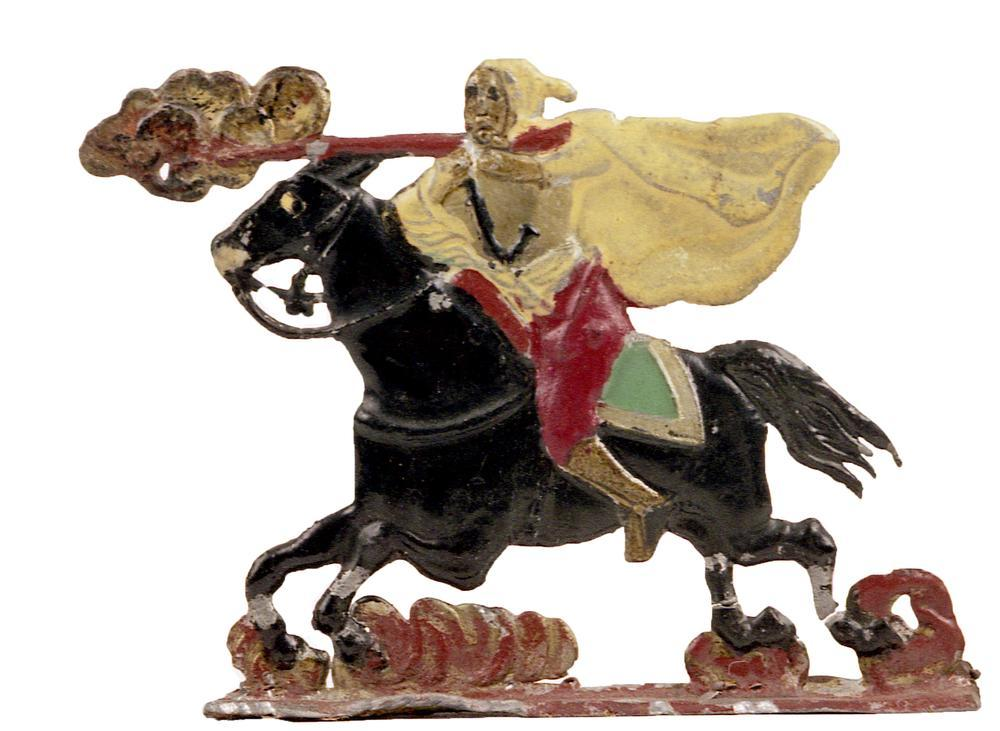
Soldadito Ortelli en el Museo del Ejército de Toledo. siglo XIX.

En Italia, los soldados de plomo aparecieron hacia 1770. Gracias a uno de estos artesanos italianos emigrados a Barcelona, Carlo Ortelli Dotti, la producción de figuras de plomo se inició hacia 1828; Al principio se trataba de temas religiosos y civiles (en particular, bailarines de flamenco y campesinos con sus trajes coloridos), pero a finales del siglo XIX siguieron temas militares, también gracias a la competencia de los principales colegas de Dotti, Pirozzini y Lleonart. Así Barcelona se convirtió en la Núremberg de España. La propagación de los soldados de plomo. La difusión de los soldaditos de plomo en España fue tal que, según un historiador español, "los soldaditos de plomo fueron el principal entretenimiento de muchos niños, de todas las procedencias sociales, durante el siglo XIX".  
Posteriormente, el empleo de los soldados como juguete infantil decayó debido a la alta toxicidad del plomo y de la pintura que los cubría. Como juguetes sustitutivos, en el siglo XX los niños han jugado con figuras de "indios y vaqueros" y otros personajes hechos de una especie de goma que poco tiempo después fueron sustituida por plástico.
En la actualidad, las figuras de soldados de plomo, han pasado a ser reproducciones miniaturas 
artesanales fundidas en moldes con metal blanco, pintadas a mano y con una extrema rigurosidad histórica, acudiendo a documentos de la época y tratando de respetar al máximo los originales a los que representan muy dignamente, tanto con sus vestimentas, calzados, armas, banderas, etc. 
Los moldes son creados especialmente para cada figura por expertos artesanos en este menester, donde se introduce el metal fundido y posteriormente son pulidas con herramientas de precisión, hasta que consiguen quedar perfectas y aptas para una meticulosa pintura a mano. En la actualidad, se suelen emplear moldes de silicona, aunque a través de los tiempos se han utilizado moldes de piedra, bronce, arcillas refractarias, etc.
Aunque coloquialmente se sigan denominándose de plomo, si bien el plomo está en desuso por su alto poder contaminante y tóxico, así que hoy se hacen con diversas aleaciones, en las que cada fabricante pondrá su "toque personal", habiendo dejado de ser un juguete, hasta convertirse en apreciadas figuras para coleccionistas, incluso de exhibición en museos.

## Tipos de miniaturas

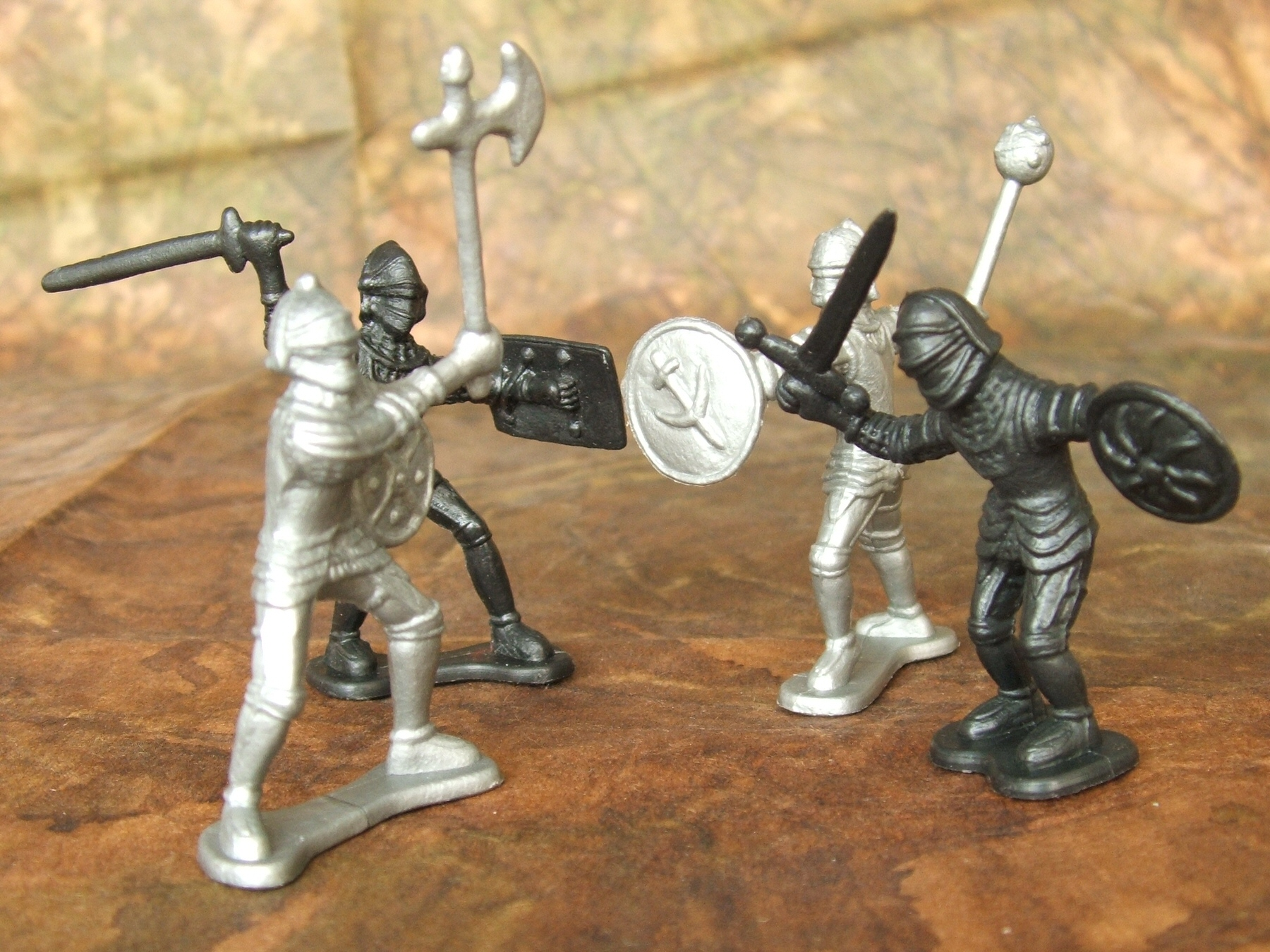
Soldaditos medievales representados en plomo

Si no con carácter exhaustivo, se pueden indicar de todos algunos tipos de figuras de las que se realizan: 
- Cuerpos del Ejército o Policía: Infantería de Marina, Guardia Civil, Policía Nacional, Guardia Mora, Policía Armada, Guardia Civil Tráfico, Gastadores, Legión, Marina, Carabineros, Policía Montada, Artillería, Infantería, Bandas Militares, Aviación, etc.
- Ejércitos actuales: españoles, italianos, franceses, ingleses, americanos.
- Ejércitos históricos: nubios, asirios, persas, frigios, etruscos, espartanos, troyanos, hunos, vándalos, ibéricos, dacios, escoceses, visigodos, almogávares, griegos, romanos, samuráis, medievales, napoleónicos, incas, mayas, aztecas, egipcios. A pie, con armadura y a caballo.
- Personajes: faraones, conquistadores, generales, presidentes, papas, reyes, reinas, mitológicos, toreros, mariscales, músicos, futbolistas, tolosarras ilustres, libertadores, etc.
- Soldados: guerra de Secesión, unionistas, confederados, guerra de Cuba, Primera Guerra Mundial, Normandía, Segunda Guerra Mundial, de la ONU.
- Edificios Souvenir: Versiones tridimensionales en miniatura de edificios reales, monumentos, estatuas, puentes, etc.